# Matronalia
Matronalia, též Matronaes Feriae či matronálie, byly ve starověkém římském náboženství svátkem zasvěcení chrámu Juno Luciny na Esquilinu, který se konal 1. března, na březnové kalendy; byl proto nazýván též kalendae feminarum, „ženské kalendy“. Tento den byl také svátkem nového roku ve starořímském kalendáři, dokud nebyl s nástupem juliánského kalendáře nahrazen 1. lednem. Podle tradice tento svátek založil sabinský král Titus Tatius. Svátek symbolizoval usmíření Římanů a Sabinek po válce způsobené únosem Sabinek. Kromě Říma je slavení matronálií doloženo také z římského Kartága a z Burdigala, dnešního Bordeaux.
Během svátku kráčely matrony s věnci na hlavách v procesí k chrámu na Esquilinu, obětovaly tam květiny a prosily Juno a Marta o štěstí v manželství. Socha Juno Luciny, v pravé ruce držící květy a v levé nemluvně, byla mezitím zahalena. Ve svých domech pak ženy oběti doplňovaly o modlitby za štěstí v manželství. V tento den také dávali muži svým manželkám dárky a ženy hostily své otrokyně – stejně jako muži o saturnáliích, proto jej básník Marcus Valerius Martialis (cca 40 až 43–102) označil za „ženské saturnálie“.